# Duncannon, Irland
Duncannon (iriska: Dún Canann) är en ort i republiken Irland.   Den ligger i grevskapet Loch Garman och provinsen Leinster, i den sydöstra delen av landet, 130 km söder om huvudstaden Dublin. Duncannon ligger 7 meter över havet och antalet invånare är 328.
Terrängen runt Duncannon är platt. Havet är nära Duncannon åt sydväst.  Närmaste större samhälle är Waterford, 13,9 km väster om Duncannon. Trakten runt Duncannon består i huvudsak av gräsmarker.